# Aéroport international de Budapest-Ferenc Liszt
L'aéroport international de Budapest-Ferenc Liszt (hongrois : Budapest Liszt Ferenc Nemzetközi Repülőtér) (code IATA : BUD • code OACI : LHBP) autrefois appelé aéroport international de Budapest-Ferihegy et toujours communément nommé Ferihegy par la population hongroise dessert la ville de Budapest (Hongrie). Il s'agit du plus grand aéroport de Hongrie ainsi que du plus fréquenté. Il a accueilli plus de 11,4 millions de passagers en 2016.
Il est situé à environ 16 km au sud-est du centre-ville à cheval sur le quartier de Ferihegy et la ville de Vecsés, à la jonction d'Üllői út et de la Route principale 4. Il est constitué de trois terminaux : terminal 1 (aujourd'hui fermé), terminal 2/A et terminal 2/B.

## Histoire
L'aéroport à d'abord été conçu pour accueillir à la fois des avions militaires et civiles. Le trafic aérien a commencé en 1943.
Après la fin de la Seconde Guerre mondiale, l'aéroport, alors en ruine, est reconstruit entre 1947 et 1950. Il n'accueillera plus dorénavant que des avions civils. Rapidement, la compagnie nationale de l'époque, Maszovlet (qui deviendra plus tard Malév), en fait son hub.
Dans un premier temps, les vols sont seulement en direction de l'est. Le premier vol commercial vers l'ouest est un vol de la Malév vers Vienne en 1956, et la première compagnie occidentale à se poser à Budapest est la KLM en 1957.
Pour suivre l'expansion du nombre d'avions au départ et à l'arrivée de Budapest, les terminaux 2A et 2B sont construits en 1983.
En 2009 débute l'agrandissement du terminal 2, qui consiste à relier les terminaux 2A et 2B ; il se termine fin 2011.
À la suite de la suspension des vols de Malév, l'aéroport s'est retrouvé avec un nombre suffisant de portes d'embarquement et d'aires de stationnement au terminal 2 pour accueillir le trafic aérien du terminal 1. Le 30 mai 2012, le terminal 1 a définitivement fermé, privant les passagers d'une terrasse d'où ils pouvaient voir le trafic aérien évoluer sous leurs yeux. C'est de cette terrasse que les gérants du T1, des passionnés et certains passagers qui avaient leurs vols au T2 plus tard, ont vu le dernier vol partir : il était effectué par un A319 de Germanwings.
Le 6 juin 2024, le gouvernement hongrois a annoncé qu'il avait procédé au rachat de l'aéroport avec l'aide de la société Vinci Airports qui en devient le gestionnaire.
L'aéroport est la base principale (hub) de la compagnie aérienne de droit hongrois Wizz Air fondée en 2003.

## Situation
| \| 50 km1:5 636 000 \| Fertőszentmiklós Győr-Pér Siófok-Kiliti Szeged Hévíz-Balaton Budapest-Ferenc Liszt Debrecen Pécs-Pogány Kecskemét |
| 50 km1:5 636 000 |

## Statistiques
Le graphique qui aurait dû être présenté ici ne peut pas être affiché car il utilise l'ancienne extension Graph, désactivée pour des questions de sécurité. Des indications pour créer un nouveau graphique avec la nouvelle extension Chart sont disponibles ici.

Voir la requête brute et les sources sur Wikidata.

## Compagnies aériennes
| Compagnies                    | Destinations |
| ----------------------------- | --- |
| Aegean Airlines               | Athènes E.-Venizélos |
| Aer Lingus                    | Dublin |
| Aeroexpress Regional          | Cluj-Napoca |
| airBaltic                     | En saison: Riga |
| Air Cairo                     | En saison: Hurghada |
| Air China                     | Chongqing-Jiangbei, Pékin-Capitale |
| AirConnect                    | Bucarest-H. Coandă, Cluj-Napoca |
| Air France                    | Paris-Charles de Gaulle |
| Air Serbia                    | Belgrade-Nikola-Tesla |
| AJet                          | Istanbul-S. Gökçen |
| Arkia                         | En saison : Tel Aviv - Ben Gourion |
| Austrian Airlines             | Vienne-Schwechat |
| Bluebird Airways              | Athènes E.-Venizélos, Tel Aviv - Ben Gourion |
| British Airways               | Londres-Heathrow |
| Brussels Airlines             | Bruxelles-National |
| Dan Air                       | Bremerhaven, Bucarest-H. Coandă |
| EasyJet                       | Londres-Gatwick, Paris-Charles de Gaulle |
| EasyJet Switzerland           | Bâle-Mulhouse, Genève-Cointrin |
| EgyptAir                      | Le Caire, Hurghada |
| El Al                         | Tel Aviv - Ben Gourion |
| Emirates                      | Dubaï |
| Eurowings                     | Cologne/Bonn-K. Adenauer, Düsseldorf, Hambourg-H.-Schmidt, Stuttgart |
| Finnair                       | Helsinki-Vantaa |
| flydubai                      | Dubaï |
| Iberia                        | Madrid-Barajas |
| Jet2.com                      | Birmingham, Leeds-Bradford, Manchester En saison : Newcastle |
| KLM Royal Dutch Airlines      | Amsterdam |
| Korean Air                    | Séoul-Incheon |
| Kuwait Airways                | En saison: Koweït |
| LOT Polish Airlines           | Séoul-Incheon, Varsovie-Chopin |
| Lufthansa                     | Francfort, Munich-F. J. Strauß |
| Luxair                        | Luxembourg-Findel |
| Norwegian Air Shuttle         | Copenhague-Kastrup, Oslo-Gardermoen, Stockholm-Arlanda |
| Pegasus Airlines              | Istanbul-S. Gökçen En saison charter : Antalya |
| Qatar Airways                 | Doha-Hamad |
| Ryanair                       | - Amman-Reine-Alia, - Athènes E.-Venizélos, - Barcelone-El Prat, - Bari-Karol Wojtyła, - Belfast, - Bergame-Orio al Serio, - Berlin-Brandebourg, - Billund, - Bologne-Borgo Panigale, - Bristol, - Cagliari, - Catane-Fontanarossa, - Charleroi Bruxelles-Sud, - Cologne/Bonn-K. Adenauer, - Copenhague-Kastrup, - Dublin, - East Midlands, - Édimbourg, - Göteborg, - Las Palmas/Gran Canaria, - Lisbonne-H. Delgado, - Londres-Stansted, - Madrid-Barajas, - Malaga-Costa del Sol, - Malte, - Manchester, - Marseille-Provence, - Naples-Capodichino, - Nuremberg-A. Dürer, - Palerme Falcone-Borsellino, - Paris-Beauvais, - Paphos, - Pise-Galileo Galilei, - Porto-F. Sá-Carneiro, - Poznań (Posnanie)-H. Wieniawski, - Prague-Václav-Havel, - Rome - G. B. Pastine (Ciampino), - Shannon, - Sofia-Vrajdebna, - Stockholm-Arlanda, - Tel Aviv - Ben Gourion, - Thessalonique-Makedonía, - Toulouse-Blagnac, - Trévise-Sant'Angelo, - Valence, - Varsovie-Modlin (Mazovie) En saison : - Alghero-Fertilia, - Bournemouth, - Bourgas, - Corfou-I. Kapodístrias, - La Canée I.-Daskaloyánnis, - Lanzarote-Arrecife, - Mykonos, - Palma de Majorque, - Prévéza-Aktion, - Rhodes-Diagoras, - Rimini, - Séville-San Pablo, - Zadar, - Zante D.-Solomós |
| Shanghai Airlines             | Shanghai-Pudong |
| Smartwings                    | En saison charter: - Antalya, - Barcelone-El Prat, - Bourgas, - Charm el-Cheikh, - Corfou-I. Kapodístrias, - Héraklion-N. Kazantzákis, - Hurghada, - Karpathos, - Céphalonie, - La Canée I.-Daskaloyánnis, - Marsa Alam, - Palma de Majorque, - Prévéza-Aktion, - Rhodes-Diagoras, - Tirana-Mère-Teresa, - Zante D.-Solomós |
| SunExpress                    | En saison: Antalya, Izmir-A. Menderes |
| Swiss International Air Lines | Zurich |
| TAROM                         | Bucarest-H. Coandă |
| Transavia France              | Paris-Orly En saison : Lyon-Saint-Exupéry, Nantes-Atlantique |
| TUI Airways                   | En saison: Londres-Gatwick, Manchester |
| Turkish Airlines              | Istanbul |
| Wizz Air                      | - Abou Dabi, - Alicante-Elche, - Amman-Reine-Alia, - Athènes E.-Venizélos, - Bakou-H. Aliyev, - Bâle-Mulhouse, - Barcelone-El Prat, - Bari-Karol Wojtyła, - Berlin-Brandebourg, - Birmingham, - Catane-Fontanarossa, - Charleroi Bruxelles-Sud, - Copenhague-Kastrup, - Dammam-roi Fahd, - Dortmund, - Dubaï, - Édimbourg, - Eindhoven, - Istanbul, - Djeddah - Roi-Abdelaziz, - Koutaïssi-David-IV, - Larnaca, - Lisbonne-H. Delgado, - Liverpool-J.-Lennon, - Londres-Gatwick, - Londres-Luton, - Madère-C. Ronaldo, - Madrid-Barajas, - Malaga-Costa del Sol, - Malmö, - Malte, - Milan-Malpensa, - Naples-Capodichino, - Nice-Côte d'Azur, - Paris-Orly, - Podgorica, - Reykjavik-Keflavík, - Riyad-roi Khaled, - Rome Léonard-de-Vinci/Fiumicino, - Skopje, - Sofia-Vrajdebna, - Stockholm-Arlanda, - Târgu Mureș, - Tel Aviv - Ben Gourion, - Ténériffe-Sud Reine Sofia, - Thessalonique-Makedonía, - Tirana-Mère-Teresa, - Varsovie-Chopin En saison : - Alghero-Fertilia, - Antalya, - Noursoultan, - Bourgas, - Castellón-Costa Azahar, - Charm el-Cheikh, - Corfou-I. Kapodístrias, - Héraklion-N. Kazantzákis, - Hurghada, - La Canée I.-Daskaloyánnis, - Palma de Majorque, - Rhodes-Diagoras, - Santorin, - Zante D.-Solomós             |

## Terminal 2A
- Air France
- Air Malta
- Alitalia
- Austrian Airlines
- Brussels Airlines
- Czech Airlines
- Easyjet
- Finnair
- Germanwings
- Jet2.com
- KLM
- LOT Polish Airlines
- Lufthansa
- Norwegian
- Ryanair
- Swiss Air
- TAP Portugal
- Vueling Airlines
- Wizzair

## Terminal 2B
- Aer Lingus
- Aeroflot
- Air Algérie
- British Airways
- Carpatair
- Delta Air Lines
- EgyptAir
- El Al
- Qatar Airways
- Tarom
- Turkish Airlines

## Accès
Le bus 200E relie les terminaux 1 et 2 avec le terminus du métro   (Kőbánya-Kispest) et le 100E relie directement le terminal 2 avec les stations du centre-ville Deák Ferenc tér, Astoria et Kálvin tér. Le train 100a en provenance de la Gare de Budapest-Nyugati dessert le terminal 1 par la gare de Ferihegy. Un service de minibus (commun avec d'autres voyageurs) est également disponible.